# Leopold Schrötter von Kristelli

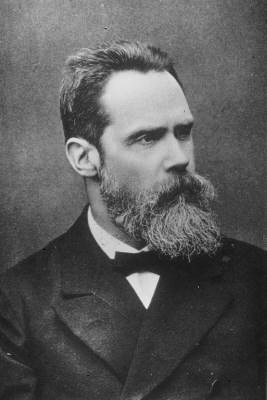
Leopold Schrötter von Kristelli

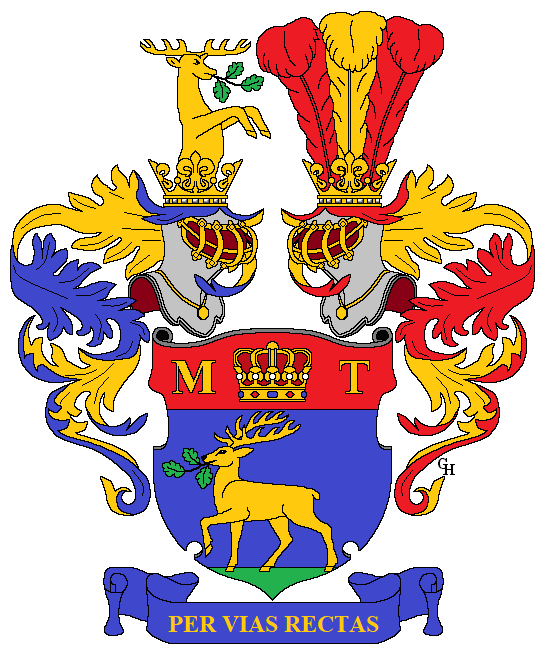
Wappen der Familie Schrötter von Kristelli

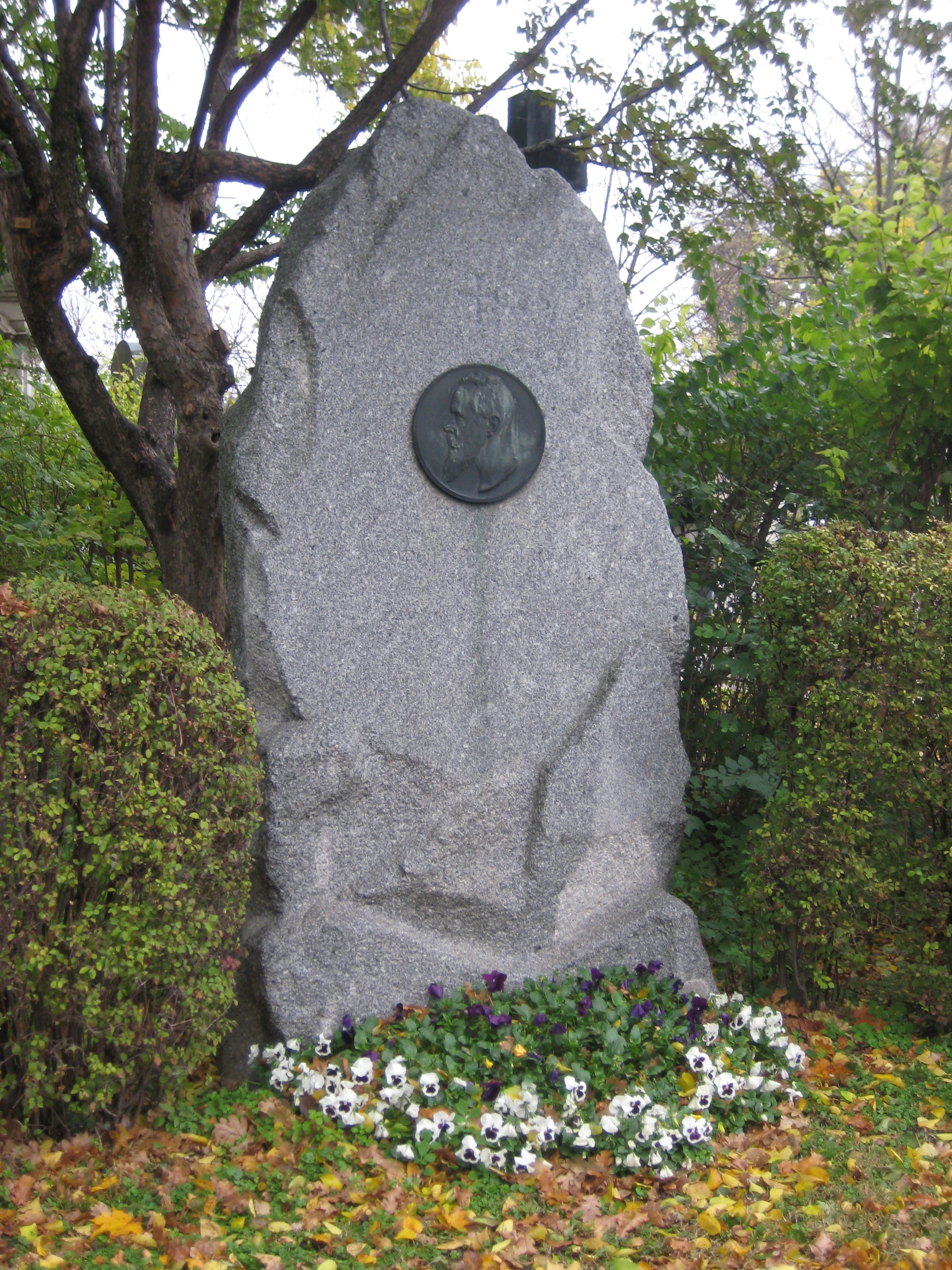
Ehrengrab für Leopold Schrötter von Kristelli auf dem Wiener Zentralfriedhof

Leopold Anton Dismas Schrötter von Kristelli (* 5. Februar 1837 in Graz; † 22. April 1908 in Wien) war ein österreichischer Arzt und Sozialmediziner. Er gründete die erste laryngologische Klinik der Welt und die Lungenheilanstalt Alland im Ortsteil Groisbach.

## Leben
Der Sohn des bedeutenden österreichischen Chemikers Anton Schrötter von Kristelli besuchte 1846–1848 das Schottengymnasium, 1848/49 das Piaristengymnasium in Wien, 1849–1852 das Akademische Gymnasium Graz und ab 1852 das Akademische Gymnasium Wien, an dem er 1855 die Reifeprüfung ablegte. Anschließend studierte er Medizin an der Universität Wien. Nach Beendigung seines Studiums 1861 promovierte er zum Dr. med. et chir. Er erlernte als Operationszögling bei Franz Schuh die damals modernsten Techniken der Chirurgie. Er war von 1863 bis 1869 Assistent Josef von Škodas und habilitierte sich 1867 über Krankheiten der Brustorgane und des Kehlkopfs zum Privatdozenten an der Wiener Universität.
Nach dem Tod Ludwig Türcks begründete er in dessen Fakultät den ersten Lehrstuhl für Laryngologie. 1871 richtete er die erste laryngologische Klinik der Welt im Wiener Allgemeinen Krankenhaus ein. 1875 wurde Schrötter a.o. Professor für Laryngologie. Von 1875 bis 1881 leitete er die Abteilung für Innere Medizin des Rudolfspitals. 1881 wurde er Primararzt am Allgemeinen Krankenhaus, und 1885 erhielt er die Lehrberechtigung für das gesamte Gebiet der Inneren Medizin.
Als anerkannter Spezialist wurde Schrötter 1888 zum Consilium von Sanremo an das Krankenbett des deutschen Thronfolgers Friedrich, des späteren Kaisers Friedrich III., gerufen. Entgegen der Meinung des behandelnden Arztes, des Briten Morell Mackenzie, diagnostizierte er zutreffend Kehlkopfkrebs. 1890 wurde Schrötter zum ordentlichen o. Professor und 1896 zum Hofrat ernannt. Er starb am Tag nach seiner Festrede auf dem 1. Internationalen Laryngologenkongress, dessen Ehrenpräsident er war.
Verheiratet war Schrötter seit 1869 mit Elisabeth Caroline geb. Wagner (1847–1918), der Tochter eines Osnabrücker Tuchhändlers. Seine beiden Söhne, Hermann von Schrötter und Erich von Schrötter (1874–1939) waren ebenfalls Ärzte. Hermann von Schrötter war ein Mitbegründer der Luftfahrtmedizin. Leopold Schrötter hatte außerdem die Töchter Else und Frieda.

## Werk

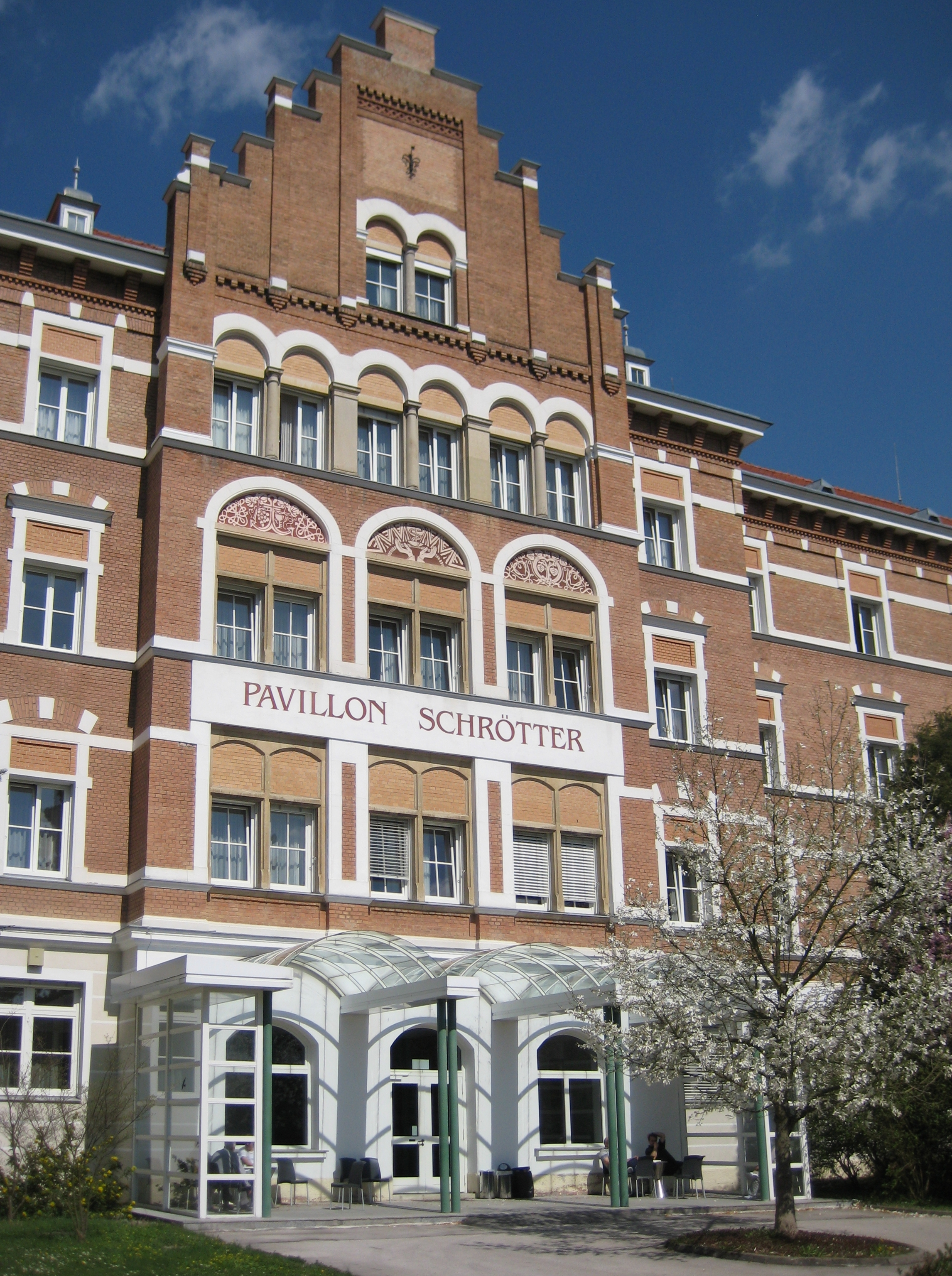
Lungenheilanstalt Alland, Pavillon Schrötter

Schrötters Forschungsschwerpunkt lag zunächst auf dem Gebiet der Laryngologie. Später erweiterte er ihn auf Herz- und Gefäßkrankheiten. Eine Thrombose der tiefen Arm-, Achsel- oder Schlüsselbeinvene, das Paget-von-Schrötter-Syndrom, ist nach dem englischen Chirurgen Sir James Paget und nach Leopold von Schrötter benannt. In seiner Klinik führte er frühzeitig die Röntgendiagnostik ein. Neben Kronprinz Friedrich behandelte er seit 1891 auch Anton Bruckner.
Schon 1883 hatte er in seiner Schrift Das kranke Krankenhaus die klimatologische Behandlung der Tuberkulose in geschlossenen Anstalten empfohlen. Vor allem Schrötters Einsatz ist es zu verdanken, dass 1896 der Bau der Lungenheilanstalt Alland im Wienerwald beginnen konnte. Nach der Eröffnung 1898 konnten hier auch wenig begüterte Patienten behandelt werden. Von 1898 bis 1903 war der Wiener Sozialmediziner Alfred Götzl (1873–1946) sein Assistent in Alland. Soziales Engagement zeigte Schrötter von Kristelli auch bei der Gründung des Vereins Ferienhort für bedürftige und würdige Gymnasialschüler mit dem Ziel, Schülern aus einfachen Verhältnissen einen Ferienaufenthalt auf dem Lande zu ermöglichen.
Meyers Konversationslexikon von 1888 schreibt:
Schrötters Bedeutung liegt in seinen zum Teil bahnbrechenden Arbeiten auf dem Gebiet der Hals- und Brustkrankheiten, in seinen überaus glücklichen und gewandten Operationen im Kehlkopf und in seinen feinen und sichern Diagnosen. Auch als klinischer Lehrer genießt er eines wohlbegründeten Rufs.
Zu Schrötters Schülern gehörte der spätere Herz- und Lungenspezialist sowie NS-Verfolgte Maximilian Weinberger. 

## Auszeichnungen, Ehrungen

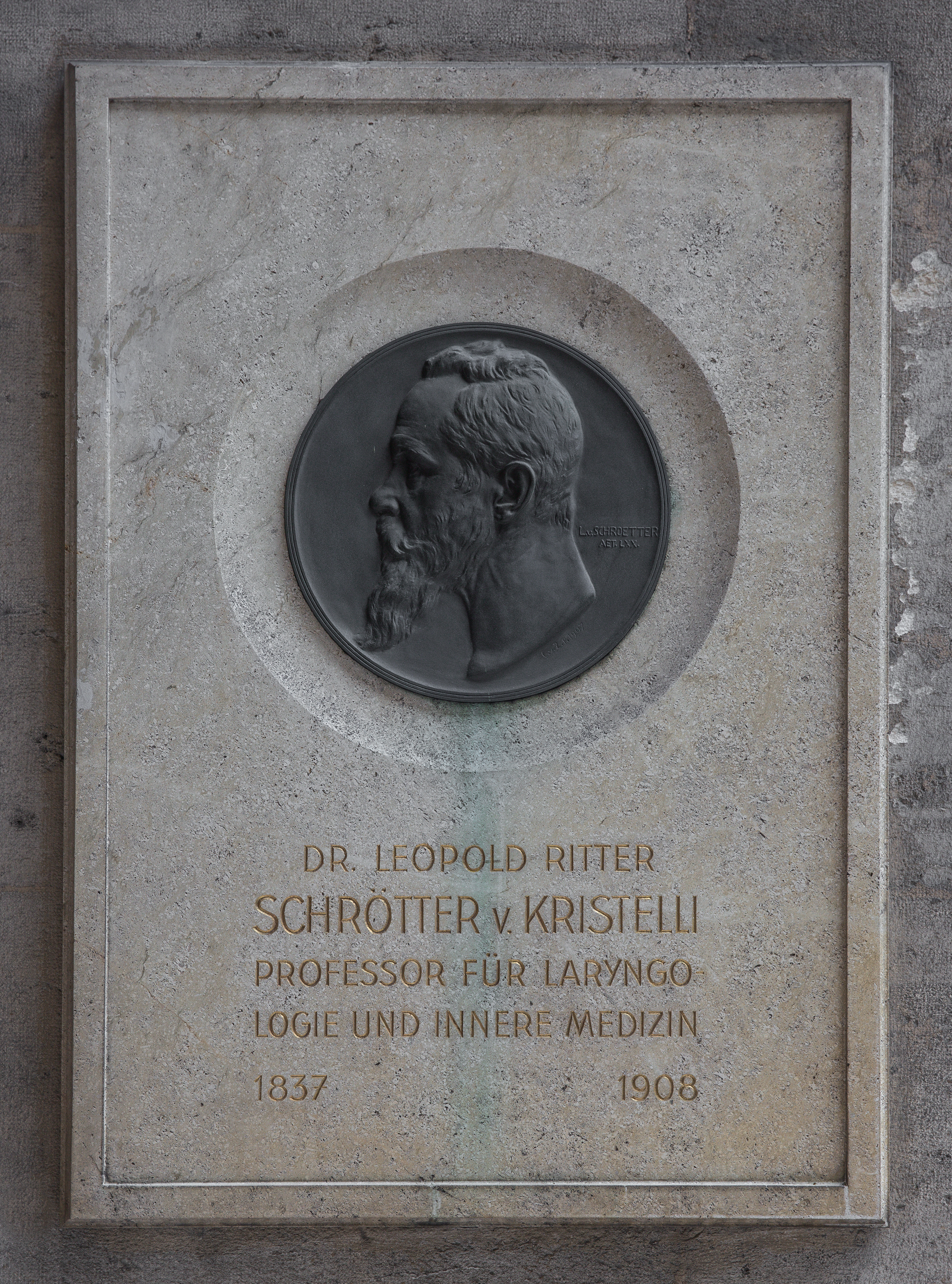
Denkmal im Arkadenhof der Universität Wien

Schrötter empfing hohe Auszeichnungen mehrerer Staaten, 1888 den preußischen Roten Adlerorden II. Klasse, 1899 das Komturkreuz des österreichischen Franz-Joseph-Ordens, 1904 das Kommandeurkreuz des dänischen Dannebrog-Ordens I. Klasse und 1907 das Kommandeurkreuz des schwedischen Nordstern-Ordens I. Klasse. Er war seit 1888 Mitglied der Kaiserlichen leopoldino-carolinischen deutschen Akademie der Naturforscher, der Leopoldina.
Die Stadt Wien gewährte ihm auf dem Zentralfriedhof ein Ehrengrab (Gruppe 14 A, Nummer 19), an dem am 7. Juni 1909 ein von Caspar von Zumbusch modelliertes Reliefportrait enthüllt wurde. Das gleiche Reliefportrait schmückt auch das 1937 an Leopold von Schrötters 100. Geburtstag im Arkadenhof der Universität Wien enthüllte Denkmal.

## Schriften (Auswahl)
- Beitrag zur Behandlung der Larynx-Stenosen, 1876
- Beitrag zur localen Anaesthesie des Larynx, 1881
- Vorlesungen über die Krankheiten des Kehlkopfes, der Luftröhre, der Nase und des Rachens, 1887
- Über die Lungentuberkulose und die Mittel zu ihrer Heilung, 1890 sowie 1891
- Vorlesungen über die Krankheiten der Luftröhre, 1896
- Hygiene der Lunge im gesunden und kranken Zustand, 1903
- Über Hotelbau vom hygienischen Standpunkte, 1906